# Béjar (Lorca)
Béjar es una pedanía de la localidad de Lorca (Región de Murcia, España). Se sitúa en el oeste del municipio, limitando por el sur con el municipio de Puerto Lumbreras, por el oeste con las pedanías de Zarzalico y Nogalte, por el norte con la de Jarales, y por el este con las de Ortillo y Torrecilla. La población de la pedanía, de 28 habitantes, se distribuye en caseríos dispersos.